# A202 (België)
De Belgische A202 is een kort stuk geplande snelweg ten zuidwesten van Brussel. De snelweg zou de R0 nabij Waterloo verbinden met de A8. In 2009, bij de tweede herziening van het RSV stelde het departement MOW en het Agentschap Infrastructuur Vlaams-Brabant een verlengde A8 richting knooppunt Hoog-Itter vanuit haar inzichten uit de streefbeeldstudie voor de A8-N203a. De ombouw van de N203a nabij Halle tot hoofdweg zou niet haalbaar zijn. Daarbovenop blijft de keuze voor beide zijden van de R0 open. Het Vlaams Gewest zou deze visie bepleiten bij het Waals Gewest. Het Waals Gewest zag echter niet veel brood in deze verbinding en in 2011 werd er beslist om de A8 toch via Halle met de R0 te verbinden. Deze zal in een tunnel aangelegd worden nabij de stadskern van Halle.
De A202 kwam voor het eerst ter sprake in de jaren 60, als verbinding tussen de A5 nabij Waterloo en de A7 en/of A8. Toen de zuidelijke sluiting van de R0 maatschappelijk geen ingang vond werd het aangelegde deel van de A202 en de A5 gerecycleerd om de R0 alsnog te sluiten, zij het meer zuidelijk.